# هوانگ یائوجیانگ
هوانگ یائوجیانگ (انگلیسی: Huang Yaojiang؛ زادهٔ ۲۱ مارس ۱۹۸۲) شمشیرباز اهل چین بود. وی در بازی‌های المپیک تابستانی ۲۰۰۴ و ۲۰۰۸ شرکت کرده‌است.